# ブロック (フランス)
ブロック （Broc）は、フランス、ペイ・ド・ラ・ロワール地域圏、メーヌ＝エ＝ロワール県の旧コミューン。2016年12月15日、周辺の13のコミューンと合併しコミューン・ヌーヴェル（fr）であるノワイヤン＝ヴィラージュとなった。

## 地理
ボージョワ地方東部にある、アンジューのコミューンである。サルト県およびアンドル＝エ＝ロワール県と接している。コミューン南側はオシオン川谷とロワール川谷に囲まれ、西はサルト川谷に囲まれている。
ボージョワ地方の地形は主として、砂質土、ケイ酸土、石灰質土からなる台地で構成されている。それは大規模な堆積物の露頭、石灰岩、白い砂が特徴である。
ロワール川 (支流)に注ぐラ・モルヌ川がコミューンを流れる。

## 由来
古くの名はガリア語で茂みを意味している。古いつづりは、1040年にBroch、Broccum、W. de Bruco（1186年）、その後Brocとなった。

## 歴史

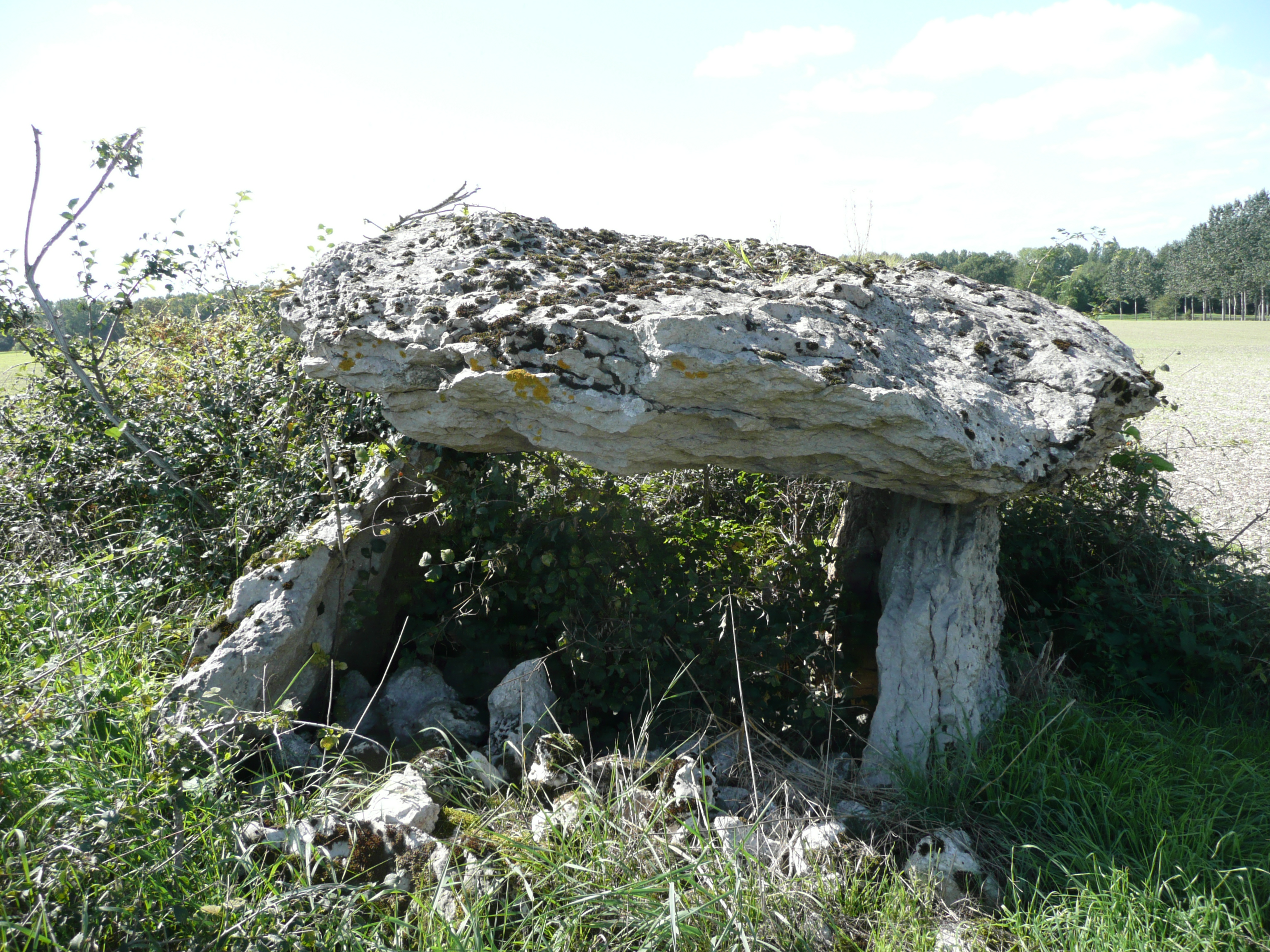
ラ・プランシュのドルメン

先史時代から人の定住があった。我々はその痕跡をコミューンで見つけることができる。ラ・プランシュのドルメン、骨の破片、シャントピエールのドルメン、磨かれた石でできた斧などである。町の東側にはローマの道が通っていたが、現在は失われている。メロヴィング朝時代のサルコファガスもブロックで見つかっている。
ブロックの名が最初に現れるのは1040年、アンジュー伯ジョフロワ・マルテルがヴァンドームにあるラ・トリニテ修道院に土地を2区画与えた時である。最も古い領主とみられるのは1096年のゲラン・ド・ブロックである。
1636年、ルイ13世がブロックに毎週一回と年4度の市場を開く権利を与えた。
アンシャン・レジーム時代、町はボージェのセネシャル管区、アンジェ司教区およびル・リュドの司祭長に依存していた。
フランス革命後に行われた地方行政区画再編により、ブロックはノワイヤン小郡に含まれた。その後ボージェ郡に統合され、1926年以降はソミュール郡となっている。ボナパルティスト陰謀は1816年に弾圧され、普仏戦争後の1871年にはプロイセン軍が町を横切っている。
第一次世界大戦では27人の出身者が戦死した。第二次世界大戦では住民4人が殺害された。

## 人口統計
| 1962年 | 1968年 | 1975年 | 1982年 | 1990年 | 1999年 | 2008年 | 2013年 |
| ------ | ------ | ------ | ------ | ------ | ------ | ------ | ------ |
| 531    | 503    | 425    | 402    | 331    | 315    | 336    | 313    |

参照元:1962年から1999年まで人口の2倍カウントなし。1999年までEHESS/Cassini、2004年以降INSEE

## ギャラリー

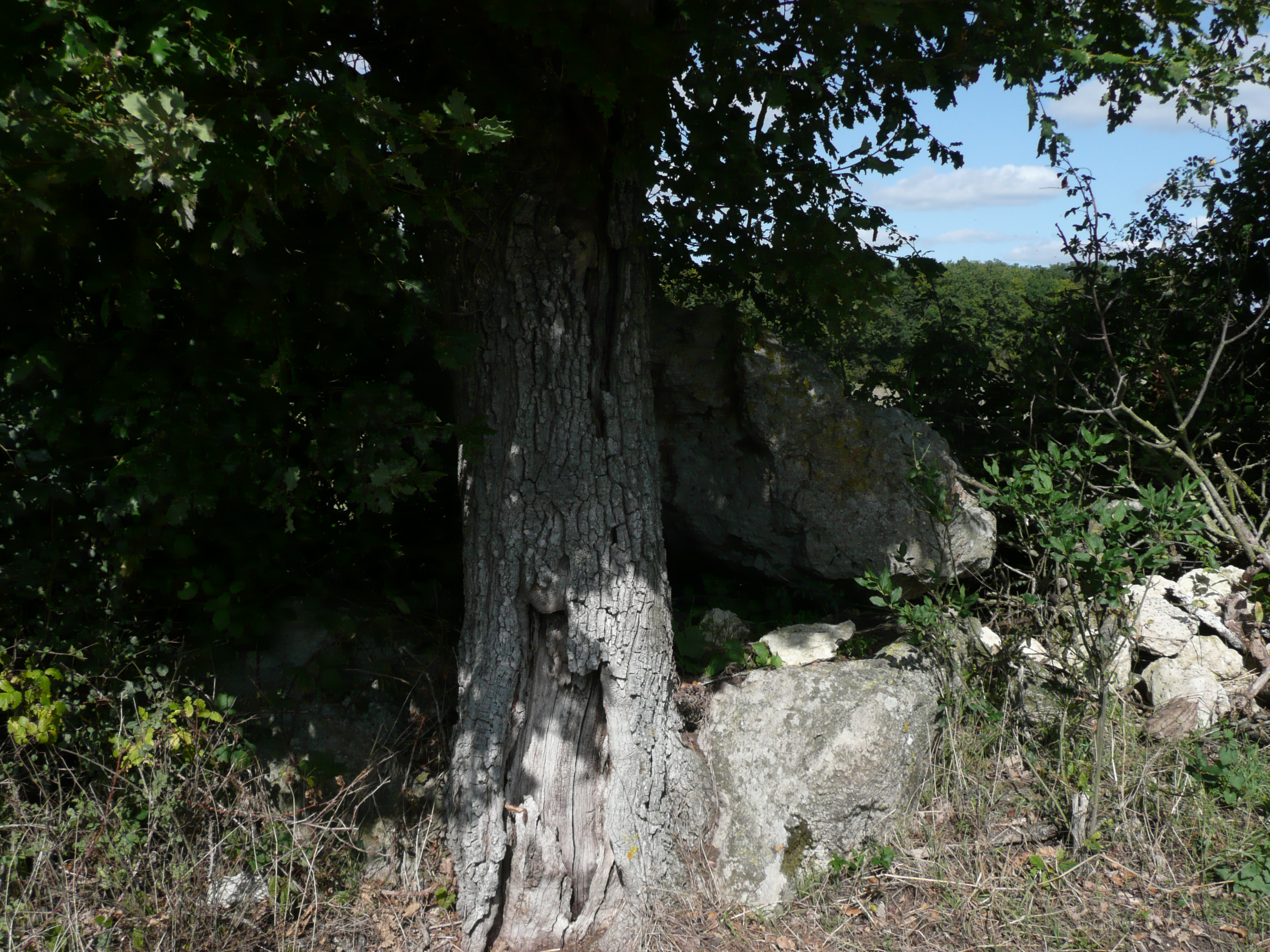
シャントピエールのドルメン
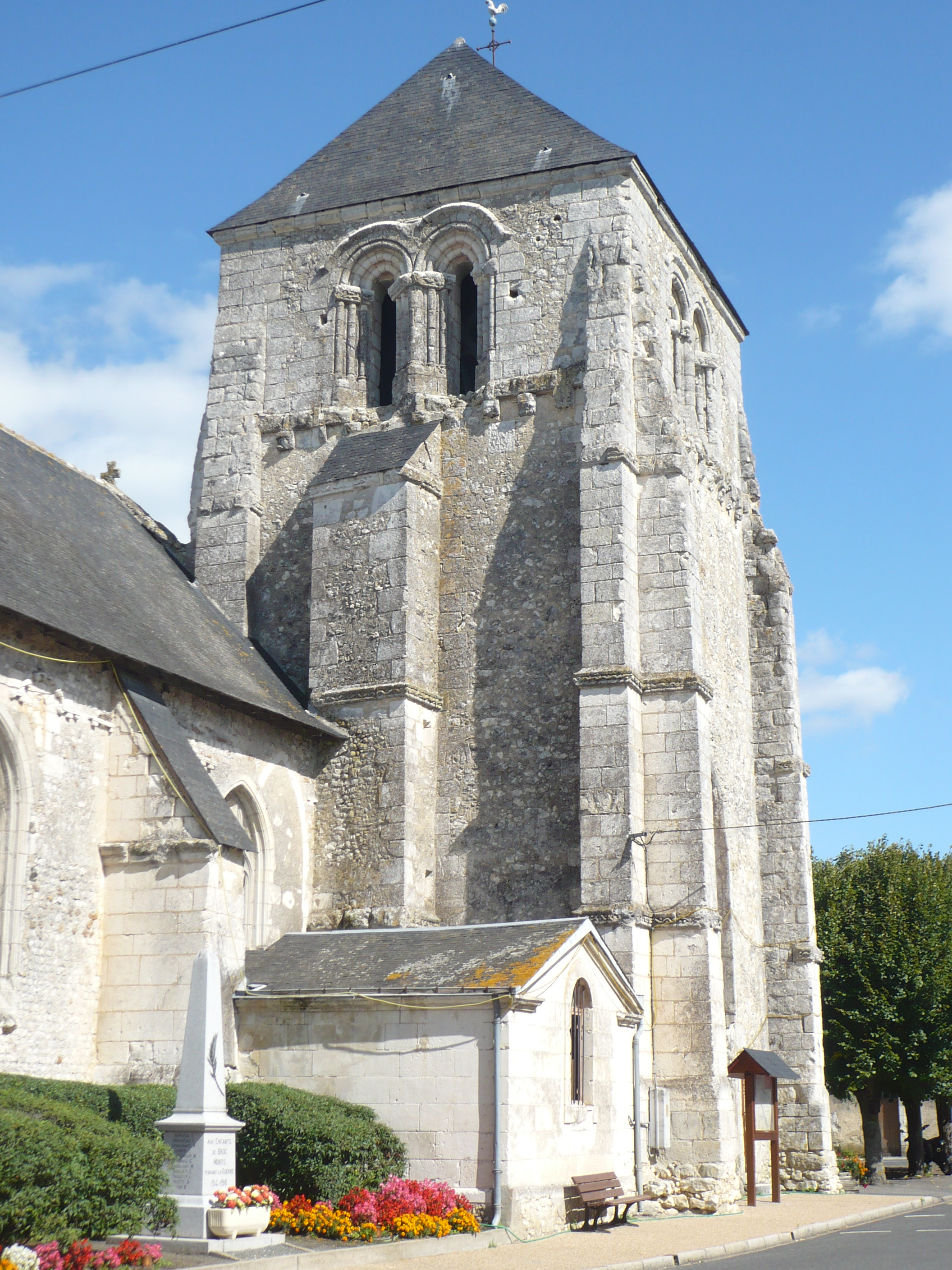
ノートルダム教会鐘楼
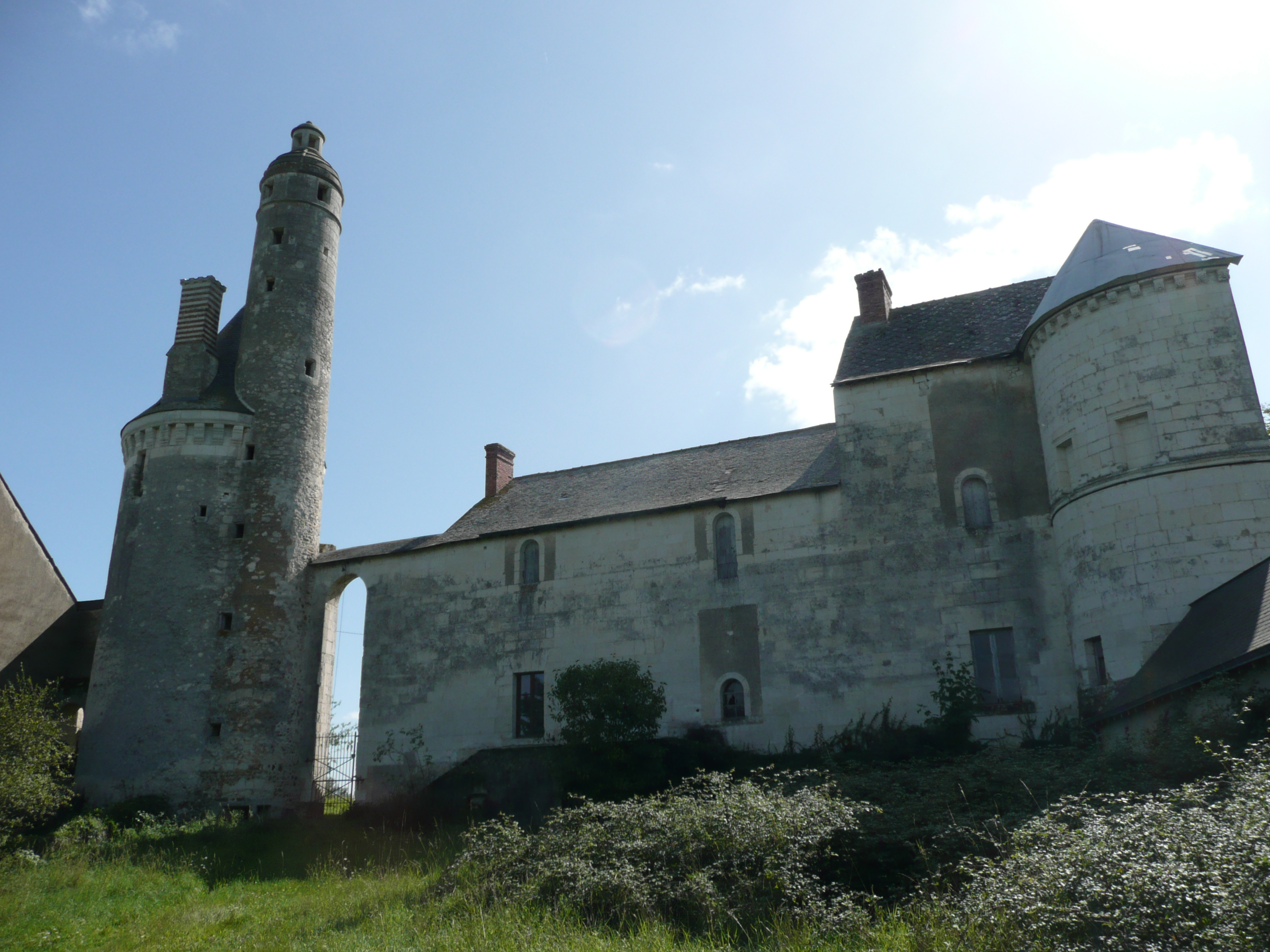
リザルディエールの住居
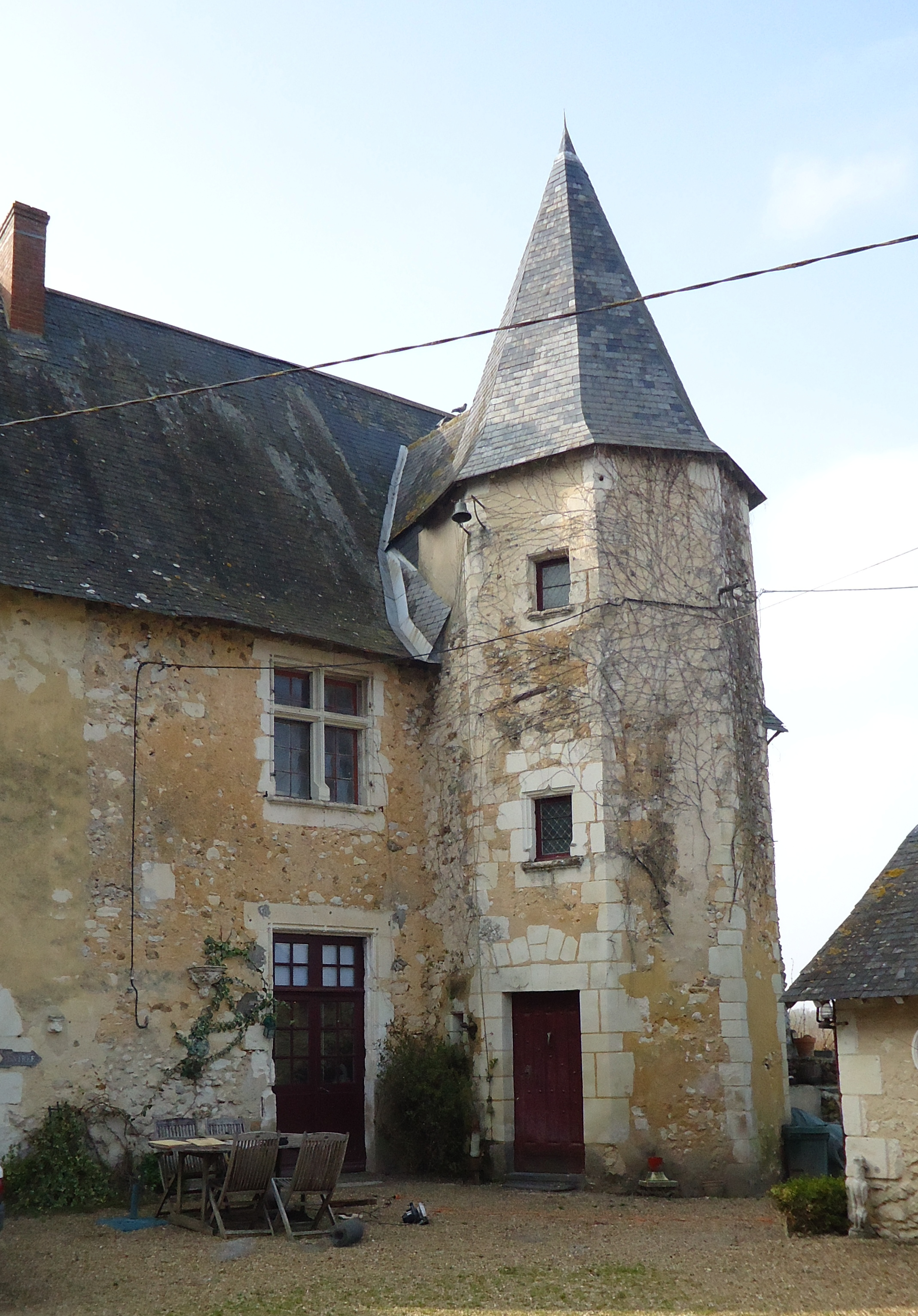
旧小修道院
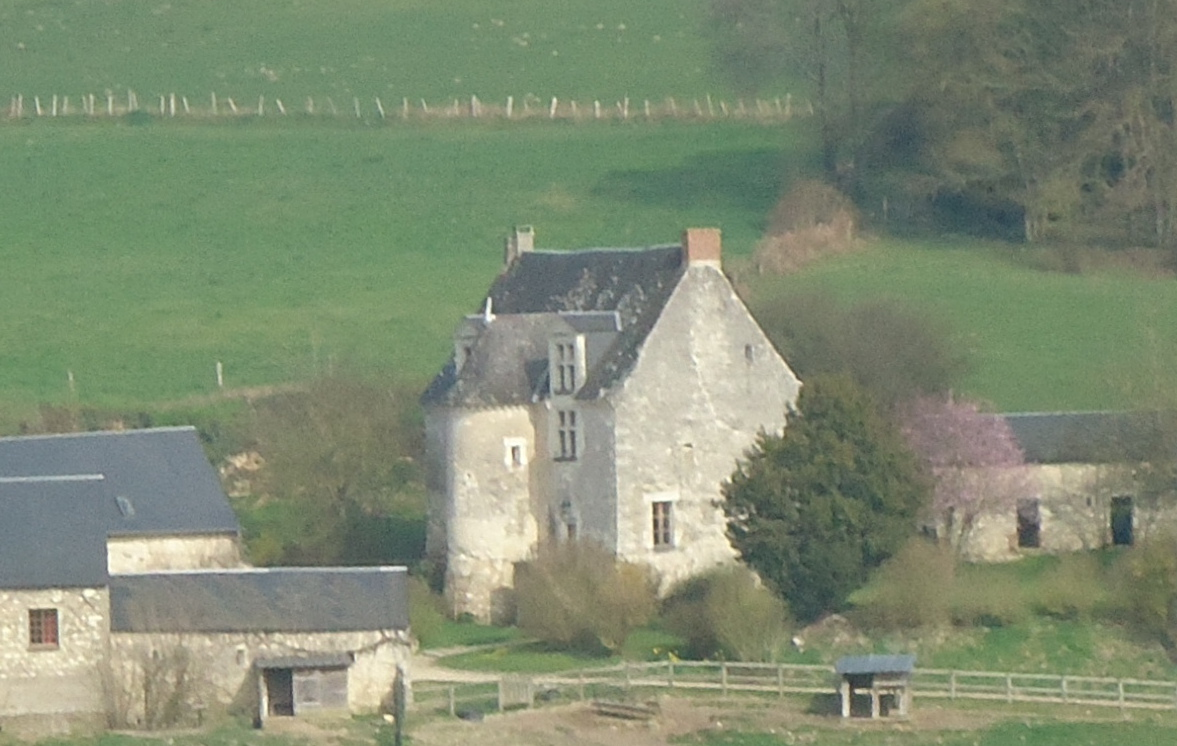
シコディエールのマノワール
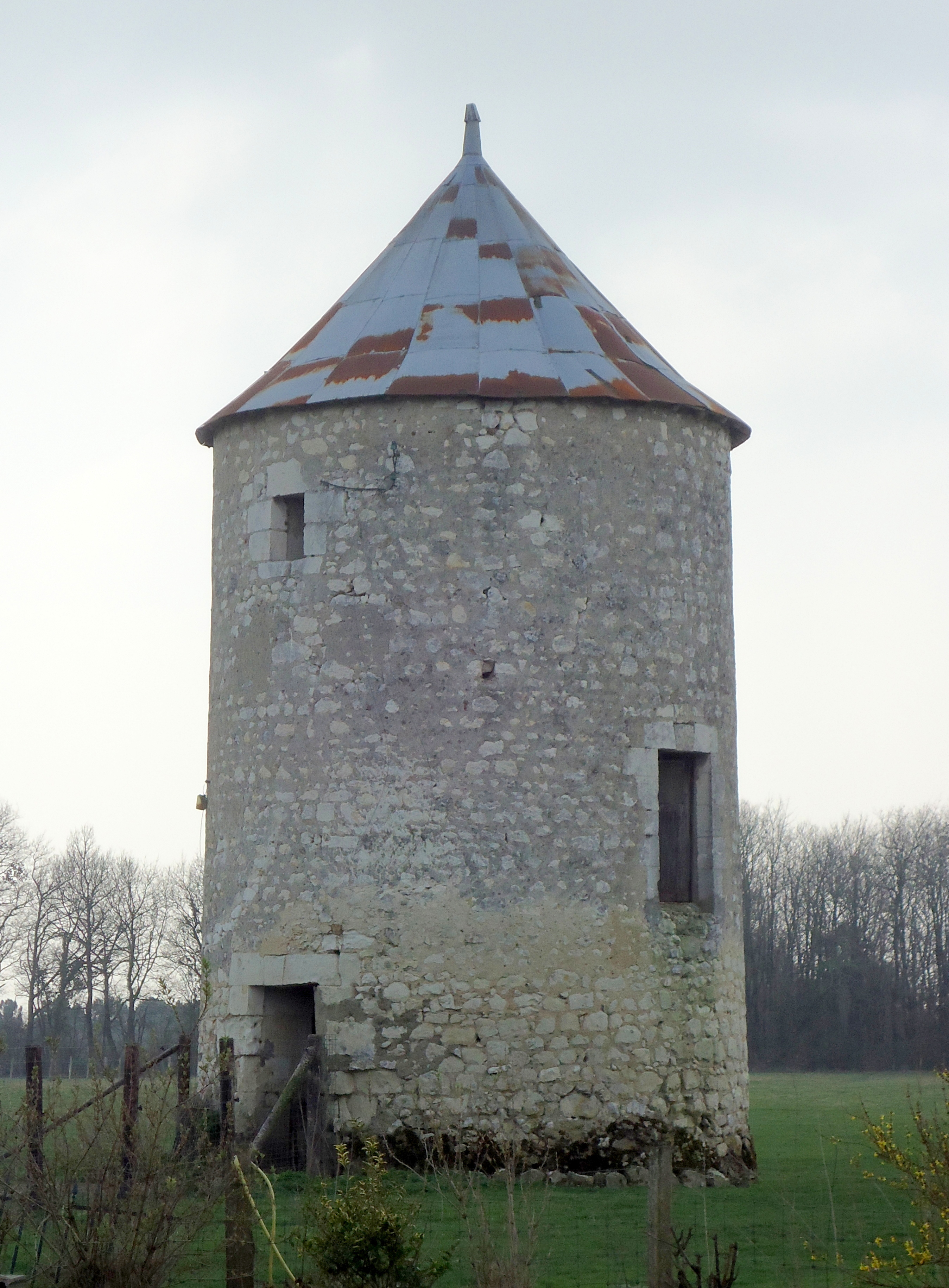
古い風車